# On Tap
On Tap — студійний альбом американського блюзового музиканта Джуніора Веллса, випущений у 1974 році лейблом Delmark.

## Опис
Цей альбом для Delmark губний гармоніст і співак Джуніор Веллс записав у 1974 році на студії Sound Studios в Чикаго, Іллінойс. Веллс співає та грає на гармоніці разом з відомими музикантами з Чикаго: гітаристами Філом Гаєм (брат Бадді Гая і Семмі Лоугорном, Джонні «Біг Мус» Вокером на клавішних, саксофоністами А. К. Рідом і Чарльзом Майлзом, Германом Епплвайтом на бас-гітарі та ударником Рузвельтом Шоу.
Альбом включає такі стандарти, як «Key to the Highway» і «Someday Baby», кавер-версію «You Gotta Love Her With a Feeling» Літтла Волтера, однак серед пісень особливо виділяється «The Train I Ride», яка дуже схожа на «Mystery Train» Літтла Джуніора Паркера.
У 1991 році альбом перевидано на CD із бонус-треком «Goin' Down Slow», яка не була включена в оригінальний реліз 1974 року.

## Список композицій
1. «Watch Me Move» (аранж. Філ Гай) — 4:02
2. «Someday Baby»  — 4:46
3. «Key to the Highway» (Біг Білл Брунзі, Чарльз Сегар) — 4:38
4. «What My Momma Told Me» (Джуніор Веллс) — 4:04
5. «You Gotta Love Her With a Feeling» (Літтл Волтер) — 3:57
6. «The Train I Ride» (Джуніор Веллс) — 5:02
7. «So Long»  — 5:37
8. «Junior's Thing» (Джуніор Веллс) — 4:44

Бонус-трек CD перевидання 1991 року
1. «Goin' Down Slow» (Сент-Луїс Джиммі) — 5:53

## Учасники запису
- Джуніор Веллс — вокал, губна гармоніка
- Філ Гай, Сем Лоугорн — електрогітара
- Джонні «Біг Мус» Вокер — фортепіано, орган
- А. К. Рід — тенор-саксофон
- Чарльз Майлз — альт-саксофон
- Герман Епплвайт — електричний бас
- Рузвельт Шоу — ударні

Технічний персонал
- Роберт Г. Кестер — продюсер
- Стю Блек — інженер
- Збігнев Ястшебський — дизайн